# Körnerpark
Die Grünanlage Körnerpark liegt im Berliner Ortsteil Neukölln des gleichnamigen Bezirks. Der rund 2,4 Hektar große Park ähnelt einem Schlosspark: Neben Wasserspielen (unter anderem Fontänen) findet sich im westlichen Teil die Orangerie Neukölln, die ein Café sowie eine Galerie für wechselnde Ausstellungen beherbergt. Der Vorplatz der Orangerie dient im Sommer für verschiedene Veranstaltungen; im nördlichen Teil ist ein Blumengarten angelegt.

## Geschichte

### Entstehung

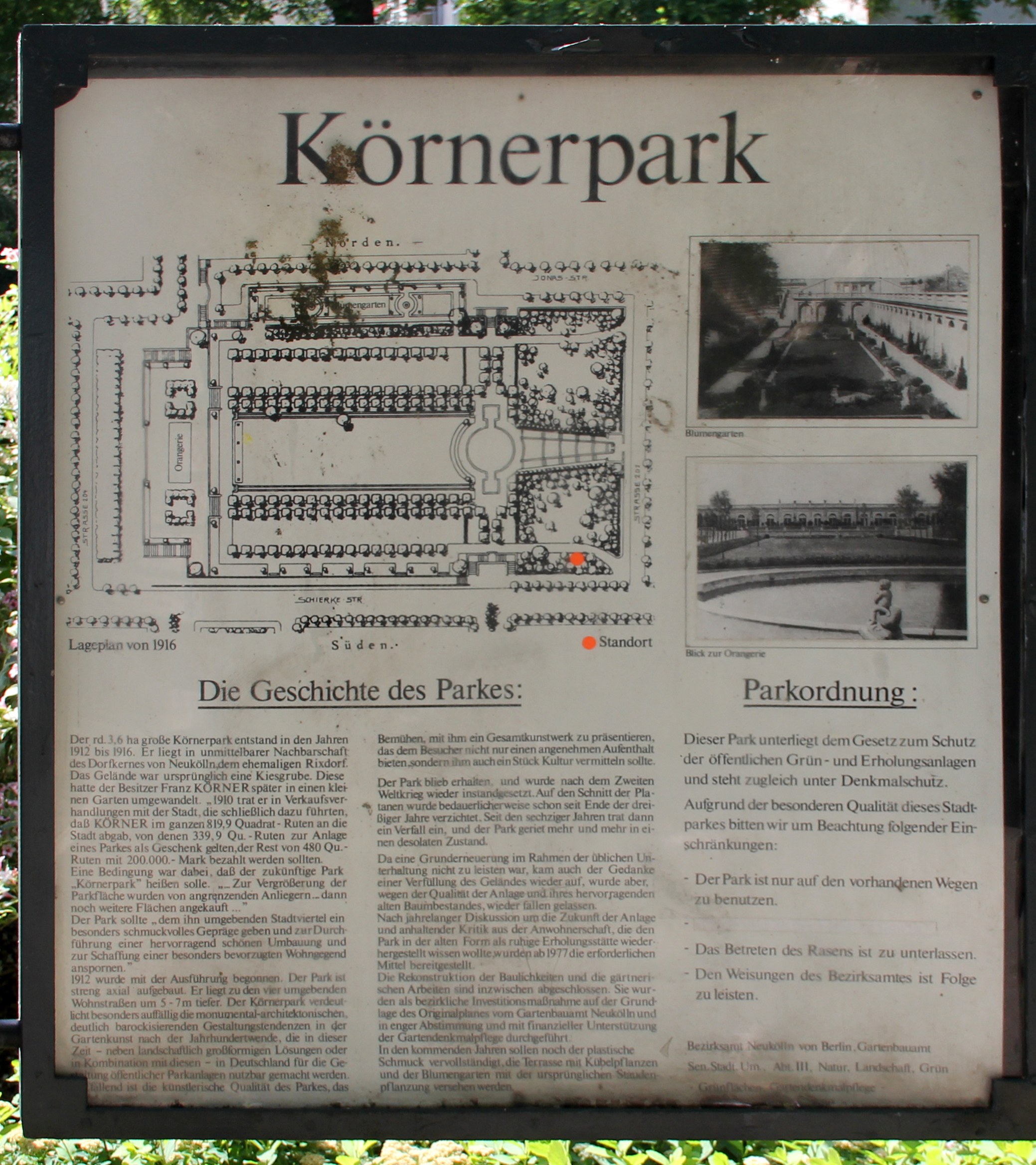
Gedenktafel in der Wittmannsdorfer Straße 6 in Berlin-Neukölln

Der Park wurde in einer ehemaligen Kiesgrube angelegt, die der Besitzer Franz Körner 1910 der damaligen Stadt Rixdorf zum Geschenk machte. Einzige Bedingung war, dass der  Park seinen Namen tragen müsse. Die wahrscheinlich von H. R. Küllenberg entworfene und zwischen 1912 und 1916 im Stil des Neobarock errichtete Parkanlage sollte nach dem Willen der Stadtväter „dem […] umgebenden Stadtviertel ein besonders schmuckvolles Gepräge geben und zur Durchführung einer hervorragend schönen Umbauung und zur Schaffung einer besonders bevorzugten Wohngegend anspornen.“

### Wiederherstellung
Weil der Park bis zur Stilllegung des damaligen Flughafens Tempelhof im Jahr 2008 direkt in der Einflugschneise lag, verwahrloste er zusehends. Trotzdem hatte das Bezirksamt ab dem Jahr 1977 begonnen, die gärtnerischen Anlagen auf der Grundlage vorhandener Dokumente wiederherzustellen. Die Kaskadenanlage und die Kanäle wurden saniert. Auf der Terrasse vor der Orangerie stehen inzwischen wieder Kübelpflanzen, und die reichhaltigen Staudenpflanzungen wurden erneuert.
Seit dem 2. April 2004 ist der Körnerpark denkmalgeschützt.

## Beschreibung
Das Areal liegt aufgrund der vorherigen Nutzung als Kiesgrube fünf bis sieben Meter tiefer als das umliegende Straßenniveau und wird auf drei Seiten von Stützmauern eingefasst. An die westliche Einfassungsmauer lehnt sich – ähnlich wie in Versailles – die von Reinhold Kiehl entworfene Orangerie an. Neben dem Märchenbrunnen im Volkspark Friedrichshain und der Kaskade am Lietzensee ist der Körnerpark das bedeutendste Zeugnis neobarocker Gartengestaltung in Berlin.
Die Galerie im Gebäude der Orangerie wurde 1983 eröffnet und wird vom Bezirksamt finanziert. Regelmäßig können hier Künstler aus aller Welt thematische Ausstellungen gestalten.

## Reitergrab von Neukölln

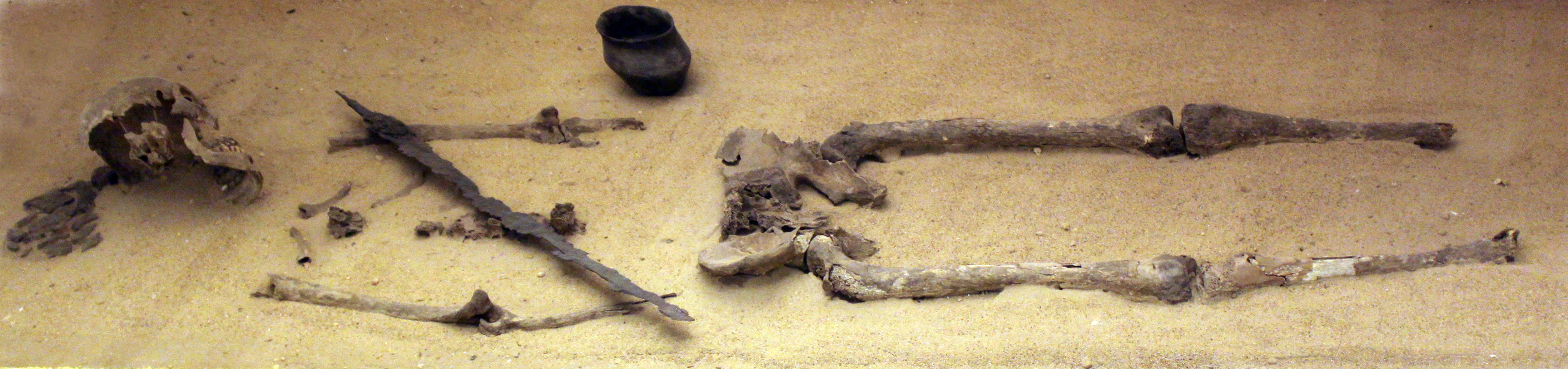
Fundstücke aus dem Reitergrab von Neukölln, ausgestellt im Märkischen Museum

Das Gelände erlangte archäologische Bekanntheit, als am 23. Januar 1912 an der Ecke Jonas- und Selkestraße bei Bauarbeiten das Reitergrab von Neukölln gefunden wurde. Das Grab stammt aus der Zeit der Völkerwanderung im 5. und 6. Jahrhundert.
Reiter und Pferd befanden sich in einer Gruft von 2,50 Meter Tiefe. Der männliche Tote mit einem Sterbealter von etwa 40 Jahren war mit seinem Pferd bestattet. In dieser Pferdebestattung wurden weiterhin Reste eines mit Eisenteilen beschlagenen Ledergürtels, Bronzenägel und ein Tongefäß gefunden. Ein Langschwert (Spatha) lag quer über dem Körper des Toten.